# Stęszew
Stęszew és una ciutat de Polònia, es troba al voivodat de Gran Polònia, al powiat de Poznań, a 21 km d'aquesta ciutat. El 2016 tenia 5.941 habitants.

## Agermanaments
- Pleine-Fougères, França
- Zahna, Alemanya